# 君子協定
君子協定或称绅士协定（英语：gentlemen's agreement）是適用於两个或两个以上当事人之间非正式的、不具有法律约束力与强制约束力的协议。它通常是口头的，但也可以是书面的，或者只是通过惯例或互利的礼仪理解为一种无言的协议的一部分。
君子協定通常以口頭形式達成，雖亦可能以書面達成，或以會談或共同有利禮節瞭解作不成文協議之部份，重點是藉協定諸方之信任履行協定多於強制意味，故此其性質亦有別於法律協定或契約般於需要時強制履行。
君子协定更多地是一种荣誉和礼仪，它依靠双方或多方的忍让来履行明示或暗示的义务。与具有约束力的合同或法律协议不同，如果君子协定被破坏，司法无法进行补救。君子協定的本質是依靠雙方的信譽來履行，而不是以任何方式強制執行。它有別於法律協議或合同。更正式（但仍無約束力）的君子協定形式是諒解備忘錄。

## 历史
這個詞語於1821年出現在英國國會記錄中，並於1835年出現在馬薩諸塞州的公共記錄中。《牛津英语辞典》中关于君子协定的最早证据出现在1880年的美国《国家警察公报》中。

## 行业
紳士協議在20世紀初被定義為「紳士之間為了控制價格而達成的協議」，據一則消息報導，紳士協議是最寬鬆的「聯營」形式。據報導，各行各業都有此類協議，在20世紀初的美國鋼鐵業中更是不勝枚舉。
美国众议院的一份報告詳述了他們對美国钢铁公司的調查，該報告指出，在19世紀90年代，鋼鐵利益之間有兩種一般性的松散聯合或合併，其中個別企業保留了所有權以及很大程度的獨立性：「聯合」和「君子協定」。後者缺乏任何正式的組織來規範產量或價格，也沒有任何違約時的沒收規定。協議的效力取決於成員是否遵守非正式的承諾。
在汽車產業，日本製造商同意任何量產車的馬力功率都不得超過280匹；該協議於2005年終止。德國製造商將高性能轿车和旅行車的最高時速限制在每小時250公里（155英里/小時）。不過有些汽車製造商（例如梅賽德斯-賓士）提供可增加或移除速度限制器的選項。當鈴木GSX1300R隼摩托車在1999年時速超過310公里（190英里/小時）時，由於擔心歐洲的禁令或管制打擊，日本和歐洲的摩托車製造商在1999年底同意時速限制為300公里（186英里/小時）。

## 重要案例
1907-08 年《君子协定》是美国和日本之间达成的一项非正式协议，旨在缓解两国之间日益加剧的紧张局势，特别是在移民问题上。该协议要求美国总统西奥多·罗斯福迫使旧金山废除其日裔美国人学校隔离令，以换取日本同意拒绝向日本劳工发放移民护照，同时仍允许现有移民的妻子、子女和父母进入美国。日本政府忠实地履行了协议中的部分内容，旧金山学校董事会废除了隔离令，但加利福尼亚对日本人的偏见和歧视仍在继续。由于日裔美国人的妻子被允许移民导致美国的日本人口继续增加，后来该协议被更为严格的1924 年移民法所取代。

## 延伸閱讀
- 潛規則
- 諒解備忘錄